# Neil Bell
Neil Bell (4 de febrero de 1970, Oldham, Lancashire, Inglaterra)  es un actor inglés, principalmente en la televisión del Reino Unido y en películas ocasionales. 
Bell estudió drama en Oldham College y ha interpretado papeles de personajes en series de televisión como Buried, Shameless, Murphy's Law, Ideal, City Lights, The Bill y Casualty, y las películas 24 Hour Party People (2002) y Dead Man's Shoes(2004). También tuvo un pequeño papel en la aclamada serie de televisión State of Play, interpretando al colega del personaje de Polly Walker￼￼. Recientemente tuvo un papel principal en The Bill interpretando el papel de un asesino. En 2010 tuvo un papel en el drama de comedia de ITV Married Single Other. Ha aparecido en Coronation Street, y en 2012, tuvo un papel regular en Downton Abbey como Durrant. En 2013 apareció en la primera serie de Peaky Blinders de BBC Two como el Publicano Harry Fenton. En febrero de 2016, apareció en la serie dramática de la BBC Moving On.
En 2004 escribió, dirigió y protagonizó una obra biográfica sobre el poeta nacido en Salford, John Cooper Clarke, llamado "36 Hours". 
También en 2007 dirigió una obra en el Contact Theatre de Mánchester, titulada "Feria". 
En 2016 dirigió la película biográfica de la banda de Manchester Joy Division llamada "New Dawn Fades" en el teatro Dancehouse Manchester y en 2017 dirigió una obra titulada "Old Ground" que se centró en la reapertura del caso Moors Murders a mediados de la década de 1980. En 2018 interpretó al reformador Samuel Bamford en la película Peterloo, dirigida por Mike Leigh.